# Isla de La Deva y Playón de Bayas
La Isla de La Deva y Playón de Bayas es un conjunto declarado monumento natural situado en el Principado de Asturias (España), en terrenos del concejo de Castrillón y Soto del Barco, al este de la desembocadura del río Nalón.
Fue declarado monumento natural por el Decreto 20/2002 del Gobierno de Asturias. Ocupa una superficie de 109,57 ha, divididas entre el Playón de Bayas y acantilados de la Punta Socollo (69,88 ha), la isla de La Deva (7,71 ha) y la superficie marítima entre la isla y la costa (31,98 ha). Está incluido en el Lugar de Importancia Comunitaria de Cabo Busto - Luanco y en la Zona de Especial Protección para Aves homónima.

## Playón de Bayas
El Playón de Bayas, con casi 3 km de longitud, es el arenal más largo de Asturias. Su formación no es fortuita. Es debida a la gran cantidad de sedimentos que arrastra el río Nalón, que drena casi dos tercios de la región asturiana, y que se sitúa al oeste de la playa. Las corrientes litorales dominantes en el mar Cantábrico, de oeste a este, arrastran estos sedimentos haciéndolos tropezar con el resalte del Cabo Vidrias y depositándolos sobre el arenal de Bayas, lo que da lugar a la formación de un importante sistema dunar, sólo interrumpido por la desembocadura del arroyo de Fontebona, que deslinda los concejos de Soto del Barco y Castrillón.
Las comunidades vegetales de playa, que se distribuyen sobre los depósitos de arribazón depositados por la marea, tienen una buena representación, siendo frecuente la presencia de la lechetrezna de las playas (Euphorbia peplis), declarada especie sensible a la alteración de su hábitat y solo presente en otras dos localidades de Asturias: la playa de Barayo, límite de los concejos de Navia y Valdés, y la de Frejulfe, también en Navia.
Sin embargo, las comunidades mejor desarrolladas son las de las dunas blancas, dominadas por una gramínea rizomatosa de alto porte, el barrón (Ammophila arenaria subsp. australis), y en las que frecuentemente aparecen otras plantas legalmente protegidas como el nardo marítimo (Pancratium maritimum), bulbosa de vistosas flores blancas, catalogada como especie de interés especial.
Las comunidades de duna gris no son muy extensas y aparecen muy degradadas por plantaciones forestales de pino y eucalipto. A pesar de ello Bayas alberga un importante elenco de la flora característica de las dunas grises. Así, no es rara la observación de espigadilla de mar (Crucianella maritima), lechuguilla dulce (Reichardia gaditana) o mielga marina (Medicago marina), especies todas ellas protegidas y que aparecen en contadas estaciones del litoral asturiano.
El estado de conservación es bastante bueno y afortunadamente no cuenta con edificaciones en sus proximidades que desvirtúen el litoral y entorno de la playa. Dada su declaración como monumento natural, no está autorizada la introducción de especies alóctonas, extracción de arena, construcción de edificaciones y demás alteraciones del ecosistema.
En la actualidad, existe una senda costera de casi 10 km de longitud, que comenzando en la playa de Arnao va hasta el extremo este del playón de Bayas. Se trata de una senda peatonal que recorre varias playas del concejo de Castrillón.

## Isla de la Deva

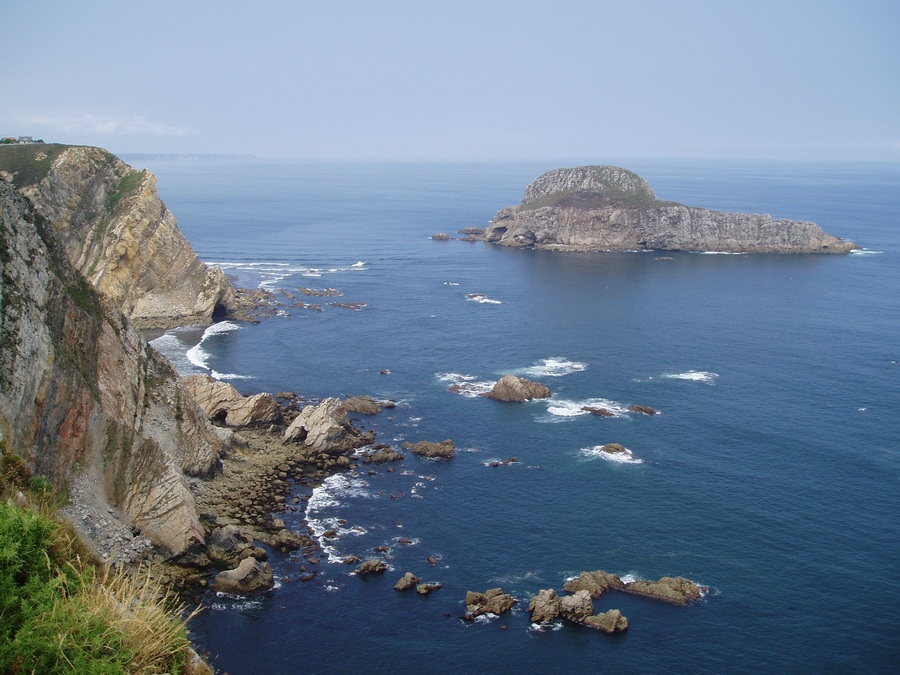
La isla de la Deva vista desde el cabo Vidrias.

La Isla La Deva es un promontorio cuarcítico situado en el extremo oriental del Playón de Bayas, casi enfrentado al Cabo Vidrias y a unos 350 m de la costa. Con una planta de aproximadamente 800 por 400 metros y una cota de casi 90 metros en su coronación, se trata sin duda del mayor de los islotes del litoral asturiano.
En su cubierta vegetal, pueden diferenciarse las tres cinturas reconocibles en los acantilados del litoral cantábrico. Una primera banda, de muy escasa cobertura, formada por especies herbáceas que enraízan en las fisuras del acantilado; una segunda banda de praderas de Festuca rubra ssp. pruinosa; y una tercera banda, de matorrales, principalmente tojos y brezos. 
La isla, es usada por multitud de aves marinas como lugar de nidificación o refugio. Cabe destacar las casi quinientas parejas de gaviotas patiamarillas (Larus michahellis) que anidan en la isla, siendo la única colonia que se reproduce con frecuencia en el litoral asturiano. También es utilizada como refugio por otras especies de gaviota, cormorán grande (Phalacrocorax carbo), e incluso garzas (Ardea cinerea)
Sin embargo, el aspecto más destacable es la nidificación de algunas especies legalmente protegidas y catalogadas como de interés especial: el cormorán moñudo (Gulosus aristotelis), el paíño europeo (Hydrobates pelagicus), y el halcón peregrino (Falco peregrinus). Además es destacable la presencia de una subespecie de la lagartija roquera (Podarcis muralis rasquinetti).
El nombre de Deva es común en muchas localidades asturianas y se cree proviene de una divinidad prerromana asociada con el culto al agua[cita requerida].